# Schafisheim
Schafisheim (schweizertyska: Schofise) är en ort och kommun i distriktet Lenzburg i kantonen Aargau, Schweiz. Kommunen har 3 137 invånare (2023).